# Chita Avia
Chita Avia was een Russische luchtvaartmaatschappij met haar thuisbasis in Tsjita. Zij voerde passagiers- en vrachtvluchten uit binnen Rusland.

## Geschiedenis
Chita Avia is opgericht in 1991 als opvolger van de Tsjitadivisie van Aeroflot. In 2004 werd zij overgenomen door Centre Capital welke ook VIM Airlines bezit.

## Vloot
De vloot van Chita Avia bestond uit: (okt. 2006)
- 1 Tupolev TU-154B reg. nr. RA 85684